# Фейзулла-эфенди
Фейзулла-эфенди — османский религиозный деятель и шейх аль-ислам. Он известен как противник правления визиря семьи Кёпрюлю и протеже валиде-султан Эметуллах Рабии Гюльнуш-султан.

## Биография
Учитель медресе и личный учитель будущих османских султанов Мустафы II и Ахмеда III. В 1686 году во время Великой турецкой войны он был казнен по приказу султана Мехмеда IV, но его жизнь спасла мать двух османских принцев — Эметуллах Рабия Гюльнуш-султан.
В 1688 году он уже был шейхом аль-исламом после того, как османским султаном был Сулейман II. Во время восстания капыкулу он чудом избежал очередной казни и был отправлен в ссылку в свой родной город в Анатолии.
Счастливый час для Фейзуллы-эфенди наступает, когда его бывший ученик Мустафа II становится османским султаном. Мустафа II по сути доверил ему правление Османской империи, вернув его из Эрзурума в Константинополь снова в качестве шейха аль-ислам. Последовала долгая борьба за власть с Кёпрюлю Хусейном-пашой и семьей Кёпрюлю в целом. Из-за его политики произошел инцидент в Эдирне, и новый султан Ахмед III попытался спасти его от гнева янычар, отправив его на Эвбею, но в конце концов, после серии приключений и поворотов, Фейзулла-эфенди и его старший сын попал в плен к янычарам в нынешнем городе Провадия. Полностью обнаженные двое были возвращены в Эдирне. Шариат запрещает казни высшего духовенства, но разъяренная толпа в Эдирне забирает Фейзуллу-эфенди и его сына из подвала дворца Эдирне и отводит их на городской рынок возле Башни справедливости, где их линчуют. Легенда гласит, что их тела затащили в город, а затем православные священники скандировали с лампадой.
Несмотря на позорный конец Фейзуллы-эфенди, эта политика дала ему долгосрочный эффект и плоды во время правления другого его ученика Ахмеда III с «Эпохой тюльпанов», которая была прервана только восстанием Патрона Халила.
После интриг Фейзуллы-эфенди и его покровителя, последовавшего за Карловицким миром, Pax Ottomana заканчивается.